# Basilinna
Genre
Basilinna est un genre d'oiseaux-mouches (la famille des Trochilidés) de la sous-famille des Trochilinae et de la tribu des Trochilini.

## Liste des espèces
D'après la classification de référence (version 2.5, 2010) du Congrès ornithologique international, ce genre est constitué des espèces suivantes (par ordre phylogénique) :
- Basilinna xantusii – Colibri de Xantus
- Basilinna leucotis – Colibri à oreilles blanches